# Associazione Calcio Torino 1940-1941
Questa voce raccoglie le informazioni riguardanti l'Associazione Calcio Torino nelle competizioni ufficiali della stagione 1940-1941.

## Rosa
| N. |                   | Ruolo | Calciatore           |
| -- | ----------------- | ----- | -------------------- |
|    | Italia (bandiera) | C     | Federico Allasio     |
|    | Italia (bandiera) | C     | Fioravante Baldi III |
|    | Italia (bandiera) | C     | Bruno Baruzzi        |
|    | Italia (bandiera) | D     | Livio Bussi          |
|    | Italia (bandiera) | C     | Aldo Cadario         |
|    | Italia (bandiera) | A     | Carlo Canova         |
|    | Italia (bandiera) | A     | Emilio Capri         |
|    | Italia (bandiera) | P     | Filippo Cavalli      |
|    | Italia (bandiera) | D     | Osvaldo Ferrini      |
|    | Italia (bandiera) | C     | Cesare Gallea        |
|    | Italia (bandiera) | C     | Luigi Ganelli        |

| N. |                      | Ruolo | Calciatore          |
| -- | -------------------- | ----- | ------------------- |
|    | Italia (bandiera)    | A     | Oliviero Mascheroni |
|    | Argentina (bandiera) | A     | Raúl Mezzadra       |
|    | Italia (bandiera)    | A     | Danilo Michelini    |
|    | Italia (bandiera)    | P     | Aldo Olivieri       |
|    | Italia (bandiera)    | A     | Franco Ossola       |
|    | Italia (bandiera)    | C     | Walter Petron       |
|    | Italia (bandiera)    | D     | Sergio Piacentini   |
|    | Italia (bandiera)    | A     | Oberdan Ussello     |
|    | Italia (bandiera)    | C     | Giuseppe Vairo      |
|    | Italia (bandiera)    | A     | Raf Vallone         |

## Calciomercato
| Acquisti | Acquisti            | Acquisti           | Acquisti      |
| R.       | Nome                | da                 | Modalità      |
| -------- | ------------------- | ------------------ | ------------- |
| P        | Filippo Cavalli     | Novara             | definitivo    |
| C        | Bruno Baruzzi       | Anconitana-Bianchi | definitivo    |
| A        | Carlo Canova        | Dopolavoro FIAT    | definitivo    |
| A        | Oliviero Mascheroni | Novara             | definitivo    |
| A        | Raúl Mezzadra       | Platense           | definitivo    |
| A        | Oberdan Ussello     | Vigevano           | fine prestito |
| A        | Raf Vallone         | Novara             | fine prestito |

| Cessioni | Cessioni        | Cessioni | Cessioni      |
| R.       | Nome            | a        | Modalità      |
| -------- | --------------- | -------- | ------------- |
| P        | Giuseppe Maina  |          | fine carriera |
| C        | Libero Marchini | Lucchese | definitivo    |
| C        | Bruno Neri      |          | fine carriera |
| A        | Marco Borrini   | Liguria  | definitivo    |
| A        | Ermes Borsetti  | Roma     | definitivo    |
| A        | Luigi Ferrero   |          | fine carriera |

## Risultati

### Serie A

#### Girone di andata
| Arbitro: | Pizziolo (Firenze) |

|                     |           |                  |
| Ossola 2’ Capri 38’ | Marcatori | 28’ Tagliasacchi |

| Arbitro: | Saracini (Ancona) |

|                                                 |           |             |
| Coscia 16’ Pantó 28’, 88’ (rig.) Providente 47’ | Marcatori | 59’ Allasio |

| Arbitro: | Bonivento (Venezia) |

|                                             |           |  |
| Maini 47’ Puricelli 65’ Andreolo 81’ (rig.) | Marcatori |  |

| Arbitro: | Scarpi (Dolo) |

|            |           |               |
| Ossola 66’ | Marcatori | 87’ Cominelli |

| Arbitro: | Mazza (Torre del Greco) |

|                               |           |                        |
| Alberti 2’ (rig.) Mazzola 26’ | Marcatori | 17’ Ussello 66’ Ossola |

| Arbitro: | Saracini (Ancona) |

|                                      |           |  |
| Ossola 17’, 39’ Petron 73’ Capri 79’ | Marcatori |  |

| Arbitro: | Conticini (Firenze) |

|                      |           |                |
| Baldi III 40’ (aut.) | Marcatori | 82’ Mascheroni |

| Arbitro: | Scarpi (Dolo) |

|                                                           |           |                       |
| Ossola 10’, 65’, 50’ Ussello 20’ Capri 55’ Mascheroni 89’ | Marcatori | 3’ Baldini 17’ Degano |

| Arbitro: | Pizziolo (Firenze) |

|  |           |                       |
|  | Marcatori | 2’ Ussello 66’ Ossola |

| Arbitro: | Dattilo (Roma) |

|                                     |           |  |
| Depetrini 22’ (aut.) Mascheroni 81’ | Marcatori |  |

| Arbitro: | Barlassina (Milano) |

|                                           |           |  |
| Miniati 4’, 37’ Michelini 50’ Bertoni 70’ | Marcatori |  |

| Arbitro: | Biancone (Roma) |

|                                                      |           |                         |
| Petron 7’, 12’, 11’ Capri 33’ Ussello 44’ Ossola 71’ | Marcatori | 3’ Busani 25’ Rosellini |

| Arbitro: | Pizziolo (Firenze) |

|            |           |                       |
| Romano 87’ | Marcatori | 26’ (rig.) Piacentini |

| Arbitro: | Dattilo (Roma) |

|                                                     |           |                                                                 |
| Ussello 8’ Capri 10’ Mascheroni 34’, 40’ Ossola 42’ | Marcatori | 12’ Candiani 19’ (aut.) Baldi III 24’, 56’ Guarnieri 74’ Frossi |

| Arbitro: | Mazza (Torre del Greco) |

|  |           |            |
|  | Marcatori | 45’ Ossola |

#### Girone di ritorno
| Arbitro: | Dattilo (Roma) |

|              |           |  |
| Tosolini 67’ | Marcatori |  |

| Torino 2 febbraio 1941, ore 15:00 UTC+1 17ª giornata | Torino              | 0 – 0 | Roma | Stadio Filadelfia (15 500 spett.)\| Arbitro: \| Conticini (Firenze) \| |
| Arbitro:                                             | Conticini (Firenze) |       |      |                                                                        |

| Torino 11 febbraio 1941, ore 15:00 UTC+1 18ª giornata | Torino        | 0 – 0 | Bologna | Stadio Filadelfia (16 000 spett.)\| Arbitro: \| Scarpi (Dolo) \| |
| Arbitro:                                              | Scarpi (Dolo) |       |         |                                                                  |

| Arbitro: | Ceccherini (Bolzano) |

|  |           |            |
|  | Marcatori | 79’ Ossola |

| Arbitro: | Fois (Roma) |

|  |           |                          |
|  | Marcatori | 38’ Alberico 73’ Pernigo |

| Arbitro: | Dellarole (Roma) |

|                    |           |  |
| Arienti 42’ (rig.) | Marcatori |  |

| Arbitro: | Zelocchi (Modena) |

|  |           |                                                         |
|  | Marcatori | 16’ Todeschini 26’, 72’ Degli Esposti 87’ (rig.) Meazza |

| Arbitro: | Scarpi (Dolo) |

|                               |           |                  |
| Di Benedetti 37’ Menti II 41’ | Marcatori | 6’ (aut.) Lovati |

| Arbitro: | Galeati (Bologna) |

|               |           |                       |
| Mascheroni 8’ | Marcatori | 31’ (aut.) Piacentini |

| Arbitro: | Biancone (Roma) |

|                       |           |                 |
| Lushta 9’ Gabetto 69’ | Marcatori | 40’ (aut.) Rava |

| Arbitro: | Scorzoni (Bologna) |

|                                        |           |                                                                 |
| Michelini 8’ Mascheroni 16’ Ossola 41’ | Marcatori | 6’ Gabardo 21’, 79’, 65’ Neri II 50’ (aut.) Allasio 70’ Bertoni |

| Arbitro: | Scarpi (Dolo) |

|                       |           |             |
| Busani 46’ Quario 78’ | Marcatori | 57’ Ganelli |

| Arbitro: | Saracini (Ancona) |

|                                                                |           |              |
| Capri 15’ Piacentini 17’ (rig.), 74’ (rig.) Michelini 46’, 75’ | Marcatori | 26’ Pasinati |

| Arbitro: | Zelocchi (Modena) |

|  |           |                                      |
|  | Marcatori | 39’ (rig.) Piacentini 54’ Mascheroni |

| Arbitro: | Galeati (Bologna) |

|                                                                        |           |                                        |
| Mascheroni 1’ Piacentini 17’ (rig.) Michelini 33’ Petron 57’ Capri 63’ | Marcatori | 72’ (aut.) Baruzzi 89’ (rig.) Viani II |

### Coppa Italia

#### Sedicesimi di finale
| Arbitro: | Limido (Milano) |

|                       |           |            |
| Cappellini 38’ (aut.) | Marcatori | 14’ Quario |

| Arbitro: | Dattilo (Roma) |

|                |           |                                     |
| Cappellini 89’ | Marcatori | 78’ (rig.) Piacentini 83’ Michelini |

#### Ottavi di finale
| Arbitro: | Ciamberlini (Genova) |

|                                                     |           |                         |
| Petron 39’, 60’ Ganelli 42’ Michelini 45’ Capri 49’ | Marcatori | 63’, 74’ (rig.) Buzzoni |

#### Quarti di finale
| Arbitro: | Galeati (Bologna) |

|             |           |                                      |
| Biraghi 89’ | Marcatori | 10’ Petron 24’ Michelini 28’ Ganelli |

#### Semifinale
| Arbitro: | Ciamberlini (Genova) |

|           |           |           |
| Capri 64’ | Marcatori | 46’ Pantó |

| Arbitro: | Galeati (Bologna) |

|             |           |  |
| Krieziu 75’ | Marcatori |  |

## Statistiche

### Statistiche di squadra
| Competizione | Punti | In casa | In casa | In casa | In casa | In casa | In casa | In trasferta | In trasferta | In trasferta | In trasferta | In trasferta | In trasferta | Totale | Totale | Totale | Totale | Totale | Totale | DR |
| Competizione | Punti | G       | V       | N       | P       | Gf      | Gs      | G            | V            | N            | P            | Gf           | Gs           | G      | V      | N      | P      | Gf     | Gs     | DR |
| ------------ | ----- | ------- | ------- | ------- | ------- | ------- | ------- | ------------ | ------------ | ------------ | ------------ | ------------ | ------------ | ------ | ------ | ------ | ------ | ------ | ------ | -- |
| Serie A      | 30    | 15      | 7       | 5       | 3       | 40      | 27      | 15           | 4            | 3            | 8            | 14           | 23           | 30     | 11     | 8      | 11     | 54     | 50     | +4 |
| Coppa Italia | -     | 3       | 1       | 2       | 0       | 7       | 4       | 3            | 2            | 0            | 1            | 5            | 3            | 6      | 3      | 2      | 1      | 12     | 7      | +5 |
| Totale       | -     | 18      | 8       | 7       | 3       | 47      | 31      | 18           | 6            | 3            | 9            | 19           | 26           | 36     | 14     | 10     | 12     | 66     | 57     | +9 |

### Statistiche dei giocatori
| Giocatore     | Serie A  | Serie A | Coppa Italia | Coppa Italia | Totale   | Totale |
| Giocatore     | Presenze | Reti    | Presenze     | Reti         | Presenze | Reti   |
| ------------- | -------- | ------- | ------------ | ------------ | -------- | ------ |
| F. Allasio    | 7        | 1       | 0            | 0            | 7        | 1      |
| F. Baldi III  | 26       | 0       | 6            | 0            | 32       | 0      |
| B. Baruzzi    | 4        | 0       | 0            | 0            | 4        | 0      |
| L. Bussi      | 6        | 0       | 6            | 0            | 12       | 0      |
| A. Cadario    | 26       | 0       | 4            | 0            | 30       | 0      |
| C. Canova     | 1        | 0       | 0            | 0            | 1        | 0      |
| E. Capri      | 29       | 7       | 5            | 2            | 34       | 9      |
| F. Cavalli    | 8        | -15     | 0            | -0           | 8        | -15    |
| O. Ferrini    | 24       | 0       | 0            | 0            | 24       | 0      |
| C. Gallea     | 29       | 0       | 6            | 0            | 35       | 0      |
| L. Ganelli    | 6        | 1       | 5            | 2            | 11       | 3      |
| O. Mascheroni | 28       | 9       | 6            | 0            | 34       | 9      |
| R. Mezzadra   | 1        | 0       | 0            | 0            | 1        | 0      |
| D. Michelini  | 11       | 4       | 5            | 3            | 16       | 7      |
| A. Olivieri   | 22       | -35     | 6            | -7           | 28       | -42    |
| F. Ossola     | 22       | 14      | 2            | 0            | 24       | 14     |
| W. Petron     | 25       | 5       | 6            | 3            | 31       | 8      |
| S. Piacentini | 30       | 5       | 6            | 1            | 36       | 6      |
| O. Ussello    | 23       | 5       | 1            | 0            | 24       | 5      |
| G. Vairo      | 0        | 0       | 2            | 0            | 2        | 0      |
| R. Vallone    | 2        | 0       | 0            | 0            | 2        | 0      |